# Bosque de protección Pui Pui
El bosque de protección Pui Pui (BPPP) es un área natural protegida bajo la clasificación de "bosque de protección" del Perú. Establecido el 31 de enero de 1985 mediante Resolución Suprema n.º 0042-85-AG/DGFF. Abarca un total de 60 000 hectáreas pertenecientes a los distritos de Vitoc, San Ramón, Chanchamayo, Pichanaqui, Pampa Hermosa, Perené y Monobamba, de las provincias de Chanchamayo, Jauja, y Satipo del departamento de Junín.
Allí se descubrió a 3 nuevas especies de anfibios: rana cutín Pui Pui (Pristimantis puipui), rana cutín de montaña (Pristimantis bounides)y rana cutín de Humboldt (Pristimantis humboldti).
El bosque de protección Pui Pui junto al santuario de Pampa Hermosa son parte de la Reserva de Biosfera Bosques de Neblina-Selva Central.

## Objetivos
Sus principales objetivos son: proteger la cuenca hidrográfica de los ríos Tulumayo, Huatzirok, Pichanaki e Ipoki que nacen en la cordillera del Pui Pui, a fin de garantizar el normal abastecimiento de agua para uso agrícola y humano en los valles de Chanchamayo y Perené; conservar los suelos y proteger la infraestructura vial, los centros poblados y las tierras agrícolas y preservar el bosque como factor regulador del ciclo hidrológico y climático de la zona para evitar la sedimentación de los ríos.

## Flora y Fauna
En estos espacios naturales se puede encontrar diversidad de especies de animales como el oso de anteojos, puma, venado gris, venado enano, añuje, garza bueyera, pato jergón, entre otros.
Respecto a la flora representativa se puede observar predominantemente a los géneros de Polylepis, Rubus, Andicolea, Ribes y Brachyotum.